# Бознаско
Бозна̀ско (на италиански: Bosnasco, на местен диалект: Busnasc, Бузнаск) е село и община в Северна Италия, провинция Павия, регион Ломбардия. Разположено е на 124 m надморска височина. Населението на общината е 623 души (към 2017 г.).